# Туапсинский регион Северо-Кавказской железной дороги
Туа́псинский регио́н Се́веро-Кавка́зской желе́зной доро́ги — один из шести регионов Северо-Кавказской железной дороги. Пути и инфраструктура находятся на территории Краснодарского края и республики Адыгея. Эксплуатационная длина железных дорог региона составляет 789,4 км.

## История региона
Туапсинский регион Северо-Кавказской железной дороги в 2020 году создан за счёт территории бывшего Туапсинского отделения дороги (НОД-4), которое в 1997 году было объединено в одно Краснодарское отделение, существовавшее до апреля 2010 года, а позже преобразованного в Краснодарский регион. Также в состав Туапсинского региона вошёл участок линии Кавказская – Армавир – Коноково, ранее входивший в состав Краснодарского региона, а до 1997 года в составе Кавказского отделения дороги.

## Территория
Туапсинский регион граничит:
- с Краснодарским регионом Северо-Кавказской железной дороги

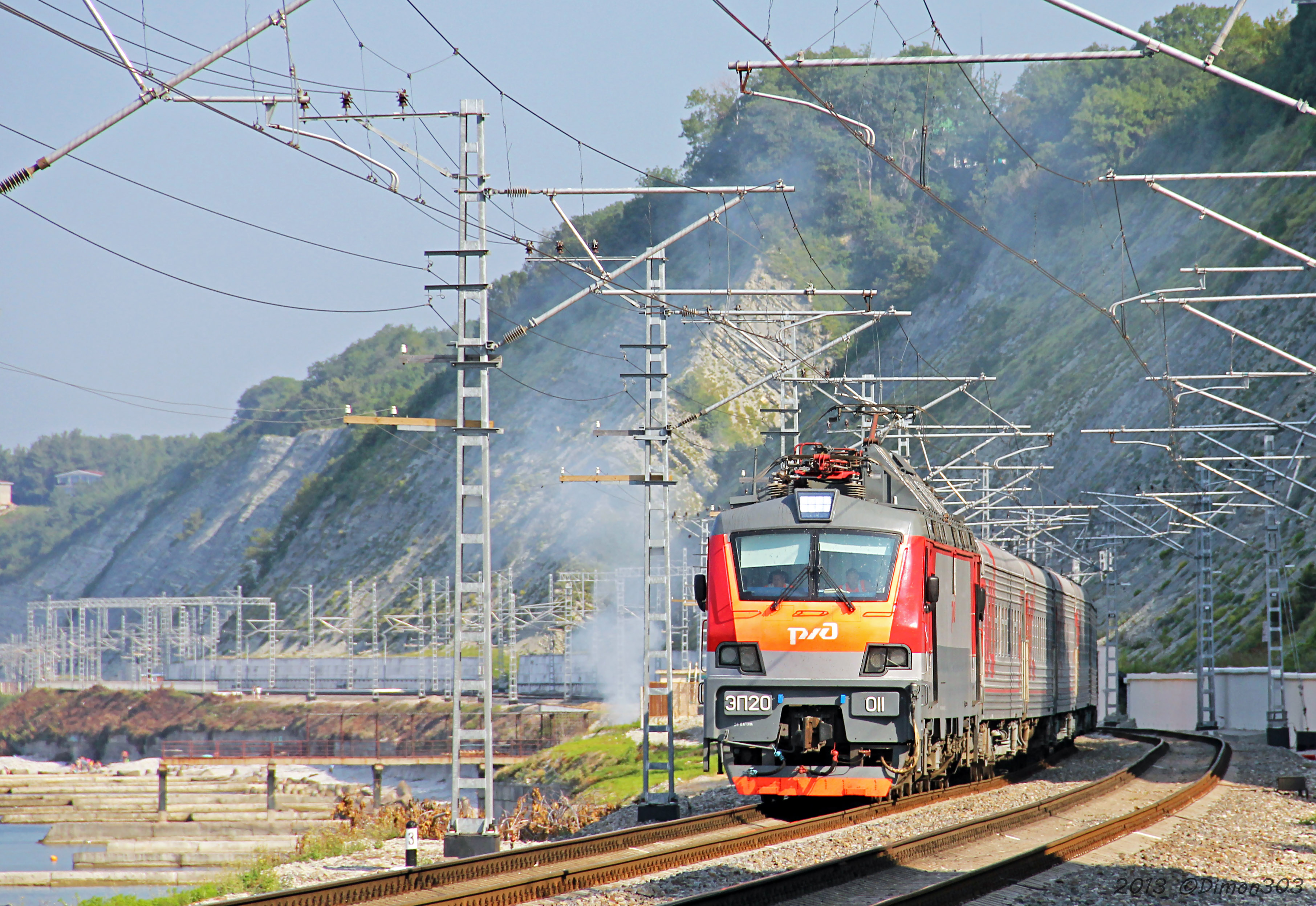
Перегон Шепси - Туапсе.

- - по 1613 км на линии Армавир-Ростовский – Кавказская
  - по 1688 км на линии Горячий Ключ — Саратовская
- с Минераловодским регионом Северо-Кавказской железной дороги
  - по 1698 км на линии Армавир — Невинномысская
- с Абхазской железной дорогой
  - по 1997 км на линии Туапсе — Сухум

Территория Туапсинского региона Северо-Кавказской железной дороги включает в себя следующие железнодорожные линии:
- Армавир — Богословская — Невинномысская
- Армавир — Кубанская — Гулькевичи — Кавказская
- Энем — Горячий Ключ — Кривенковская — Туапсе — Сочи — Адлер — Сухум
- Армавир — Курганная     — Белореченская — Комсомольская     — Хадыженская — Кривенковская
- Белореченская — Майкоп — Хаджох
- Курганная     — Лабинская     — Мостовская     — Шедок
- Комсомольская — Апшеронская

## Инфраструктура
- Эксплуатационное локомотивное     депо Туапсе
- Сервисное локомотивное депо     Туапсе-Пассажирское[2]
- Туапсинская     дистанция электроснабжения
- Горячеключевская     дистанция пути
- Армавирская дистанция пути
- Туапсинская дистанция пути
- Сочинская дистанция пути
- Белореченская     дистанция пути
- Туапсинская дистанция     сигнализации, централизации и блокировки
- Грузовой двор ст. Армавир-Ростовский
- Грузовой двор ст. Белореченская
- Грузовой двор ст. Майкоп
- Опорный грузовой двор ст. Сочи
- Главный распределительный центр ст. Веселое
- Грузовой двор «Сочинский» ст. Веселое
- Грузовой двор ст. Адлер
- Грузовой двор ст. Лазаревская
- Моторвагонное депо Белореченская Северо-Кавказской дирекции моторвагонного подвижного состава

### Тоннели на перегонах
На участке железной дороги от Туапсе до Адлера, идущей в основном вдоль берега моря, изначально было построено 10 однопутных железнодорожных тоннелей. В процессе эксплуатации постоянно велась текущая реконструкция дороги, что стимулировали частые оползни и обвалы грунта — склоны гор подрезались, дорога спрямлялась и делались небольшие двухпутные вставки. Два тоннеля при этом были срыты.
В настоящее время на участке от Туапсе до Адлера эксплуатируются 8 железнодорожных тоннелей.
В связи с реконструкцией дороги и превращением её преимущественно в двухпутную магистраль в некоторых местах заканчивают возведение параллельных тоннелей для второго пути (у железнодорожников принято для параллельных тоннелей сохранять их номер или название, добавляют только обозначение пути — чётного или нечётного, идущего через соответствующий тоннель; в процессе строительства новых параллельных тоннелей иногда к номеру и названию этого тоннеля добавляют слово «бис»).
На двухпутных участках Туапсе—Адлер с правосторонним движением установлено:
- нечётный путь — тот путь, который расположен ближе к морю, поезда по нему следуют на юг от Туапсе к Адлеру (километраж также отсчитывается вдоль этого направления пути);
- чётный путь — тот путь, который расположен со стороны суши, с движением от Адлера на север.

Тоннели, перечисленные ниже, указаны в порядке, как они встречаются при следовании из Туапсе в Адлер. Указаны километровый пикет (соответствует расстоянию от Москвы через Белореченскую), а также местоположение тоннеля между соседними платформами.
- тоннель № 1 — 1896-й км, Магри — Спутник. Фактически представляет собой пару из двух параллельных однопутных прибрежных тоннелей, проходящих под длинным мысом — исторический тоннель № 1 под нечётный путь постройки 1916 года (длина 269,57 метра) и новый тоннель № 1-бис под чётный путь, постройки 2005—2008 годов (длина 589,41 метра). Старый тоннель был самым слабым на участке Туапсе — Адлер, поэтому движение через него было закрыто сразу после сдачи в эксплуатацию нового тоннеля, реальные же работы по реконструкции начались только в декабре 2011 г. В настоящее время тоннель сдан в постоянную эксплуатацию.[3]. (Информация на сайтах: ОАО НИПИИ «Ленметрогипротранс» (недоступная ссылка), ОАО «Бамтоннельстрой» и группа компаний «Лекс»);

- тоннель № 2 — 1899-й км, Спутник — ЦК ЖД. Одиночный однопутный прибрежный мысовой тоннель, построен в 1923 году, длиной ~95 м;
- тоннель № 3 — 1927-й км, Чемитоквадже — Головинка. Одиночный однопутный прибрежный мысовой тоннель, построен в 1923 году, длиной ~90 м;
- тоннель № 4 — 1956-й км, 73 км — Мамайка. Одиночный однопутный прибрежный тоннель под протяжённым мысом, построен в 1923 году, длиной ~460 м;
- тоннель № 5 — 1961-й км, Военпром — Сочи. Тоннель под массивом Виноградной горы на удалённом от берега участке. По состоянию на 1 января 2014 года — это одиночный однопутный тоннель, он был построен в 1923 году, длиной ~670 м;
- тоннель № 6 — 1965-й км, Сочи — Стадион. Это первый тоннель из комплекса двух длинных, идущих один за одним, тоннелей (тоннели № 6 и № 7 с небольшим разрывом ~140 м в овраге) под массивом Лысой горы в центральной части города Сочи. Первоначальный комплекс состоял из двух однопутных тоннелей был построен в 1927 году. Первый из них — тоннель № 6, длиной ~800 м. В настоящее время в связи со строительством второго пути параллельно историческому тоннелю № 6, предназначенному теперь под чётный путь, прорыт новый парный однопутный тоннель № 6-бис под нечётный путь, длиной ~780 м[4];

- тоннель № 7 — 1966-й км, Сочи — Стадион. Это второй тоннель из комплекса двух идущих один за одним тоннелей № 6 и № 7 (с небольшим разрывом ~140 м в овраге) под массивом Лысой горы в центральной части города Сочи. Первоначальный однопутный тоннель № 7 был построен в 1927 году, его длина ~1020 м. При реконструкции участка Сочи — Адлер с удвоением числа путей исторический тоннель № 7 был оставлен под чётный путь. В настоящее время параллельно этому тоннелю сооружён новый парный однопутный тоннель № 7-бис под нечётный путь, длиной 1014 м.
- тоннель № 8 — 1976-й км, Ахун — Хоста. Это сравнительно короткий изогнутый прибрежный тоннель под горным массивом мыса Видный, длиной ~120 метров. Исторический, возведённый в 1927 году однопутный тоннель № 8 реконструируется. В настоящее время под чётный путь используется параллельный парный однопутный 90-метровый тоннель № 8-бис. В качестве нечётного пути[5] используется обходная ветка вокруг мыса.

## Типы станций Туапсинского региона
Пассажирские:  Адлер, Имеретинский Курорт, Лазаревская, Роза Хутор, Сочи.
Участковые: Армавир-Ростовский, Армавир-Туапсинский, Белореченская, Горячий Ключ.
Грузовые: Курганная, Лабинская, Майкоп, Мостовская, Отрадо-Кубанская, Туапсе-Сортировочная, Шедок.
Промежуточные (станции, разъезды и блокпосты):  Андреедмитриевка, Апшеронская, Афапостик (рзд),Аэропорт,Варилка, Весёлое, Весна (пансионат), Водопадный (рзд), Гиагинская, Гойтх, Гончарка, Греческий, Дагомыс (рзд), Долина Очарований (рзд 60 км), Дондуковская, Индюк (рзд), Кабардинская,  Кара-Джалка(рзд), Комсомольская, Коноково, Кошехабль, Кривенковская,Кубанская, Куринский, Лоо, Мацеста (рзд),  Назаровский (рзд), Навагинская, Николенково, Пшиш, Пшехская, Тульская, Фанагорийская, Хаджох, Хадыженская, Ханская, Хоста, Чемитоквадже (рзд), Чилипси, Чинары, Шепси (рзд), Эсто-Садок, Якорная Щель(рзд), пут.пост 37 км, пут.пост 51 км, пут. пост 302 км.